# Robert Finster (Musiker)
Robert Finster (* 20. Jahrhundert in Graz) ist ein österreichischer Musiker (Blockflöte, Oboe, Klavier).

## Leben und Wirken
Finster erhielt seine musikalische Ausbildung an der Musikhochschule Graz in den Fächern Blockflöte bei Ilse Strzelba und Robert Unger sowie Oboe bei Albert Nagele. Die Diplomprüfungen bestand er mit Auszeichnung. Er errang den 
1. Preis beim Wettbewerb „Jugend musiziert“. Es folgte der Besuch von Meisterkursen (u. a. bei Hans-Martin Linde). Er wirkte an verschiedenen Ensembles, Orchestern und bei Tonträgerproduktionen im In- und Ausland mit. Er ist Lehrbeauftragter für das Fach Blockflöte am „Institut Oberschützen“ der Kunstuniversität Graz und geht des Weiteren einer Unterrichtstätigkeit an der Musikschule der Stadt Bruck an der Mur in den Fächern Blockflöte, Oboe und Klavier nach. Er ist Mitglied des Joseph-Haydn-Orchesters und musikalischer Begleiter des Erzählers Folke Tegetthoff. Seit 1994 finden gemeinsame Auftritte mit Johann Pailer, Gitarre, als Duo „Barré en Bloc“ statt. Er absolvierte Konzerte in Europa und Asien. 1999 erschien seine erste CD mit dem Titel „Tritsch-Tratsch“.
Er ist stellvertretender Vorstand am Institut für Alte Musik und Aufführungspraxis an der Grazer Kunstuni und zeigt Interesse an Alter und Neuer Musik. In letzter Zeit beschäftigte er sich mit der Biedermeier-Blockflöte, dem Csakan. Er gibt gemeinsame Konzerte mit Yvonne Weichsel, Csakan und Hans Palier, Biedermeiergitarre.